# Proasellus gjorgjevici
Proasellus gjorgjevici är en kräftdjursart som beskrevs av Stanko Karaman 1933. Proasellus gjorgjevici ingår i släktet Proasellus och familjen sötvattensgråsuggor. Utöver nominatformen finns också underarten P. g. litoralis.